# Tobias Schwede
Tobias Schwede (Bréma, 1994. május 17. –) német labdarúgó, aki jelenleg az 1. FC Magdeburg játékosa.

## Statisztika
2016. június 22-i  állapot szerint.
| Klub             | Szezon           | Bajnokság | Bajnokság | Kupa  | Kupa | Európa | Európa | Összesen | Összesen |
| Klub             | Szezon           | Mérk.     | Gól       | Mérk. | Gól  | Mérk.  | Gól    | Mérk.    | Gól      |
| ---------------- | ---------------- | --------- | --------- | ----- | ---- | ------ | ------ | -------- | -------- |
| Werder Bremen II | 2011–12          | 0         | 0         | 0     | 0    | –      | –      | 0        | 0        |
| Werder Bremen II | 2012–13          | 0         | 0         | 0     | 0    | –      | –      | 0        | 0        |
| Werder Bremen II | 2013–14          | 24        | 1         | 0     | 0    | –      | –      | 24       | 1        |
| Werder Bremen II | 2014–15          | 15        | 1         | 0     | 0    | –      | –      | 15       | 1        |
| Werder Bremen II | 2015–16          | 0         | 0         | 0     | 0    | –      | –      | 0        | 0        |
| Werder Bremen II | Összesen         | 39        | 2         | 0     | 0    | 0      | 0      | 39       | 2        |
| Karrier összesen | Karrier összesen | 39        | 2         | 0     | 0    | 0      | 0      | 39       | 2        |

## Sikerei, díjai
- Werder Bremen II
  - Regionalliga Nord: 2014-2015